# Magia (album, Maluma)
Magia (česky „Magie“) je debutové album kolumbijského zpěváka Malumy. K albu bylo vydáno šest singlu: "Farandulera", "Loco", "Obsession", "Magia", "Pasarla Bien" a "Miss Independent".

## Seznam skladeb
1. Intro, Magia
2. Pasarla Bien
3. Obsesión
4. Primer Amor
5. Vámonos De Fuga
6. Mala
7. Presiento
8. Loco
9. Miss Independent
10. La Intención
11. Correr El Riesgo (Feat. Piso 21)
12. Malo
13. Dos Amores
14. Farandulera
15. Hoy
16. Me Gusta Todo De Ti
17. Obsesión (Remix) (Feat. Dyland & Lenny)
18. Te Quiero Cerquita
19. Tu Mirada

## Singly
- "Farandulera"
- "Loco"
- "Obsesión"
- "Magia"
- "Pasarla Bien"
- "Miss Independent"